# Аделаида Туринская
Аделаида (Адельгейда) Туринская (нем. Adelheid von Turin, 1052 — 1079) — супруга короля (антикороля) Германии Рудольфа Швабского.

## Биография
Аделаида была младшей дочерью графа Савойи Оттона I и его супруги, Аделаиды Сузской, и сестрой императрицы Берты Савойской, жены Генриха IV.
Аделаида Туринская сочеталась браком с антикоролём Германии Рудольфом Швабским (граф Рудольф фон Рейнфельден), противником императора Генриха IV, бывшего супругом её сестры Берты. В 1069 году Аделаида была обвинена Рудольфом в супружеской неверности и измене, якобы с графом Вернером I Габсбургом, и изгнана от королевского двора. В 1071 году Аделаида, благодаря вмешательству папы римского Александра II и проведённому им расследованию, была полностью реабилитирована, примирилась с супругом и возвратилась к нему. Равным образом сняты были обвинения и с графа Вернера. Любопытным является имевшая место как раз в это же время попытка императора Генриха IV аннулировать свой брак со старшей сестрой Аделаиды, Бертой Савойской, а также последовавшее после этих событий изменение политики Рудольфа по отношению к императору, ставшей на некоторое время более дружественной.

## Дети
В браке с Рудольфом Швабским Аделаида имела четырёх детей:
- Аделаида (ум. 1090); с 1078 года замужем за Ласло I Святым (ум. 1095), королём Венгрии
- Берта (ум. после 1128), графиня фон Келмютц; замужем за Ульрихом X (ум. 1097), графом фон Брегенц
- Оттон (умер в младенчестве)
- Агнесса (ум. 19 декабря 1111); замужем за Бертольдом II (до 1055 — 1111), герцогом фон Церинген